# Oprichtersaansprakelijkheid
De oprichtersaansprakelijkheid is de aansprakelijkheid die de oprichters van een vennootschap kunnen oplopen.

## België
Het Wetboek van Vennootschappen en Verenigingen maakt een onderscheid tussen garantieverplichtingen, die slaan op de inbrengverbintenis, en de eigenlijke oprichtersaansprakelijkheid. Veruit de belangrijkste eigenlijke oprichtersaansprakelijkheid is die in geval van faillissement binnen 3 jaar na de oprichting wanneer er sprake is van een kennelijk ontoereikend aanvangsvermogen of kapitaal.
Als oprichter wordt beschouwd eenieder die partij was bij de oprichtingsakte. Evenwel worden gewone inschrijvers niet beschouwd als oprichters.

### Garantieverplichtingen
De oprichters van een bv en cv zijn hoofdelijk gehouden:
- voor de aandelen waarvoor niet op geldige wijze zou zijn ingeschreven (d.w.z. een volledige en onvoorwaardelijke plaatsing);
- tot werkelijke storting voor de aandelen waarvoor zij als inschrijvers worden beschouwd;

tot volstorting van de aandelen waarop rechtstreeks of door certificaten is ingeschreven in strijd met het verbod van inschrijving op eigen aandelen.
De oprichters van een nv zijn hoofdelijk gehouden:
- voor het volledige gedeelte van het kapitaal waarvoor niet op geldige wijze werd ingeschreven, alsook voor het eventuele verschil tussen het minimumkapitaal en het bedrag van de inschrijvingen;
- tot werkelijke storting van het minimumkapitaal, tot werkelijke storting van een vierde op de aandelen, tot volstorting binnen vijf jaar van de aandelen die geheel of gedeeltelijk overeenstemmen met inbreng in natura alsook tot werkelijke volstorting van het gedeelte van het kapitaal waarvoor zij als inschrijvers worden beschouwd.

### Eigenlijke oprichtersaansprakelijkheid

#### Faillissement binnen 3 jaar na oprichting
Indien een vennootschap, zij het een nv, bv of cv, binnen drie jaar na de oprichting failliet wordt verklaard en de rechter een kennelijk ontoereikend aanvangsvermogen voor de normale uitoefening van de voorgenomen bedrijvigheid over een periode van minstens twee jaar vaststelt (eventueel daartoe aangespoord door de curator), dan kan de rechter de oprichters veroordelen tot maximaal het passief van de vennootschap.
Om te beoordelen of er sprake was van een kennelijk ontoereikend aanvangsvermogen, zal men kijken naar het financieel plan en wordt er getoetst op de algemene zorgvuldigheidsnorm. Men kan worden bevrijd van deze aansprakelijkheid indien men bewijst dat er geen causaal verband bestaat tussen het ontoereikend aanvangsvermogen en het faillissement.
In één geval in de rechtspraak werden de oprichters veroordeeld buiten deze driejarige termijn aangezien de vennootschap met opzet gedurende drie jaar "leeg" werd gelaten om te ontsnappen aan de oprichters aansprakelijkheid.
Gewone inschrijvers worden niet beschouwd als oprichters.

#### Inschrijving op eigen aandelen
Indien de vennootschap inschrijft op haar eigen aandelen of certificaten m.b.t. die aandelen en worden uitgegeven op het tijdstip van uitgifte ervan, rechtstreeks of onrechtstreeks door een dochtervennootschap of door een persoon die handelt in eigen naam maar voor rekening van de vennootschap of dochtervennootschap, dan zijn de oprichters hoofdelijk aansprakelijk ten aanzien van de belanghebbenden. Belangrijk hierbij is dat de gewone inschrijvers ook aansprakelijk zijn.

#### Nietigheid van de vennootschap, fouten in de verplichte vermeldingen, overwaarderingen
De oprichters zijn hoofdelijk aansprakelijk voor schade die het onmiddellijke en rechtstreekse gevolg is van:
- de nietigheid van de vennootschap (wat evenwel in de praktijk nooit voorkomt);
- het ontbreken of de onjuistheid van bepaalde vermeldingen;
- de kennelijke overwaardering van de inbrengen in natura.

#### Ongelijke lastgeving of sterkmaking
Oprichters kunnen worden aangesproken voor de verbintenissen van de lasthebber wanneer in de lastgevingsakte de naam van de lastgever niet is aangegeven of indien de overgelegde lastgeving niet geldig is. 
In de nv kunnen oprichters worden aangesproken voor de verbintenissen van de lasthebber wanneer de sterkmaking niet geldig was of niet tijdig werd bekrachtigd.

#### Gelijke of verwarringstichtende naam
Oprichters kunnen hoofdelijk worden aangesproken tot betaling van een schadevergoeding indien de naamkeuze gelijk is aan die van een andere rechtspersoon of aanleiding geeft tot verwarring.